# Euthycera mira
Euthycera mira är en tvåvingeart som beskrevs av Knutson och Zuska 1968. Euthycera mira ingår i släktet Euthycera och familjen kärrflugor. Inga underarter finns listade i Catalogue of Life.